# Большая Лекма (приток Вятки)
Большая Лекма́ — река в России, протекает в Белохолуницком и Омутнинском районах Кировской области. Устье реки находится в 1131 км по левому берегу реки Вятки. Длина реки составляет 36 км, площадь водосборного бассейна 206 км². В 6,5 км от устья принимает слева реку Малая Лекма.
Исток реки на Верхнекамской возвышенности в болотах в 12 км к северо-востоку от посёлка Чёрная Холуница. Река течёт на северо-восток, всё течение проходит по ненаселённому заболоченному лесному массиву. Исток находится в Омутнинском районе, затем река течёт небольшой отрезок по Белохолуницкому району, после чего возвращается в Омутнинский. Впадает в Вятку в 4 км к западу от посёлка Котчиха (Песковское городское поселение).

## Данные водного реестра
По данным государственного водного реестра России относится к Камскому бассейновому округу, водохозяйственный участок реки — Вятка от истока до города Киров, без реки Чепца, речной подбассейн реки — Вятка. Речной бассейн реки — Кама.
По данным геоинформационной системы водохозяйственного районирования территории РФ, подготовленной Федеральным агентством водных ресурсов:
- Код водного объекта в государственном водном реестре — 10010300212111100030139
- Код по гидрологической изученности (ГИ) — 111103013
- Код бассейна — 10.01.03.002
- Номер тома по ГИ — 11
- Выпуск по ГИ — 1